# Funaria nepalensis
Funaria nepalensis är en bladmossart som beskrevs av C. Müller 1855. Funaria nepalensis ingår i släktet spåmossor, och familjen Funariaceae. Inga underarter finns listade i Catalogue of Life.